# Турки в Азербайджане
Турки в Азербайджане (тур. Azerbaycan'daki Türkler) — одно из национальных меньшинств, проживающих на территории Азербайджанской Республики. Диаспора преимущественно состоит из потомков османских турок, турок-месхетинцев, которые на протяжении XX века переселялись из Средней Азии  и современных иммигрантов из Турции.

## История

### Османская миграция
Турки-османы начали селиться в Азербайджане, когда этот регион находился под властью Османской империи с 1578 по 1603 год, а второй период выпал на время от повторного османского завоевания (с 1724 года) до конца Первой мировой войны в 1918 году. Первая перепись населения СССР, прошедшая в 1926 году, зафиксировала 8570 турок-османов, проживающих в стране. Турки-османы впоследствии больше не фигурировали отдельно в переписях населения; предполагалось, что те, кто проживал в Азербайджане, либо ассимилировались в азербайджанском обществе, либо покинули страну. По некоторым оценкам, в Азербайджане проживает около 19 000 потомков турок-османов (не считая турок-месхетинцев).

### Миграция турок-месхетинцев
Турки-месхетинцы впервые появились в Азербайджане в конце XIX века, а затем переселялись сюда в 1918—1920 годах. Однако миграция в Азербайджан резко выросла после Второй мировой войны, когда СССР готовился начать кампанию давления на Турцию. Вячеслав Молотов, тогдашний министр иностранных дел СССР, потребовал отдать три анатолийские провинции (Карс, Ардахан и Артвин). Таким образом, война против Турции казалась вполне возможной, и Иосиф Сталин хотел избавиться от турецкого населения, проживавшего в Месхетии, расположенной недалеко от турецко-грузинской границы. По его представлениям оно было враждебно советским намерениям в отношении Турции. Так, ещё в 1944 году турки-месхетинцы были насильственно депортированы из Месхетинского района Грузии, будучи обвинёнными в контрабанде, бандитизме и шпионаже в кооперации со своими родственниками, жившими на территории Турции. Иосиф Сталин депортировал турок-месхетинцев в Центральную Азию (по большей части в Узбекистан), тысячи из них погибли в пути. В начале 1990-х годов возвращение турок-месхетинцев на родину не было допущено грузинским правительством Звиада Гамсахурдии.
В период с конца 1950-х по 1970-е годы в Азербайджане поселилось от 25 000 до 30 000 турок-месхетинцев. Кроме того, около 50 000 их беженцев прибыли в Азербайджан из-за продолжавшейся дискриминации в Узбекистане, кульминацией которой стали погромы в Ферганской долине в мае 1989 года, приведшие к гибели более ста человек. Большая часть первой волны турок-месхетинцев, бежавших из Ферганской долины, осела в Саатлинском и Сабирабадском районах, а также в окрестностях Хачмаза, Бейлагана и Баку. Около 5000 турок-месхетинцев мигрировало в Азербайджан из России в 1990-е годы, а несколько сотен бежали из Нагорного Карабаха на территорию, подконтрольную Азербайджану, во время войны 1991—1994 годов.
Из турок-месхетинцев происходит Искендер Азнауров — Национальный герой Азербайджана.

### Современная миграция из Турции
В Азербайджане растёт число иммигрантов из Турции. К 2009 году в Азербайджане проживало 17 577 граждан этой страны.

## Демография
| Количество турок в Азербайджане по годам |            |       |
| Дата переписи                            | Количество | %     |
| 1959                                     | 200        | 0 %   |
| 1970                                     | 8500       | 0.2 % |
| 1979                                     | 7900       | 0.2 % |
| 1989                                     | 17 700     | 0.2 % |
| 1999                                     | 43 400     | 0.5 % |
| 2009                                     | 38 000     | 0.4 % |

Турки-месхетинцы преимущественно проживают в сельской местности и в городах Баку, Бейлаган, Хачмаз, Саатлы и Сабирабад. Благосостояние городских жителей, как правило, лучше сельских.

### Население
По данным переписи населения Азербайджана 2009 года, в стране проживало около 38 000 турок. Однако официальные данные о турецкой общине в Азербайджане вряд ли могут дать верное представление об истинном положении дел, поскольку большая часть представителей турецкой диаспоры официально числятся как «азербайджанцы». Кроме того, в переписи не проводилось никакого различия между турками-месхетинцами и турками из собственно Турции, ставшими гражданами Азербайджана, обе группы были определены в официальной переписи как «турки» или «азербайджанцы».
Около 19 000 потомков османских турок всё ещё проживают в Азербайджане и исповедуют ислам суннитского толка. Однако с начала XX века новая волна турецких мигрантов пришла из Грузии (Месхетии) и Турции. В конце 1950-х и 1970-х годов в Азербайджане поселилось примерно от 25 000 до 30 000 турок-месхетинцев, а ещё около 50 000 беженцев прибыли из Узбекистана в 1989 году. По данным Верховного комиссара ООН по делам беженцев в 1999 году в Азербайджане проживало 100 000 турок-месхетинцев. Согласно предположениям учёных, община турок-месхетинцев в Азербайджане насчитывает от 90 000 до 110 000 человек. В дополнение к потомкам османских турок и туркам-месхетинцам, по данным переписи 2009 год в стране проживало 17 577 граждан Турции.

## Известные представители
- Эфендизаде, Шафига, журналист
- Девран Айхан, футболист
- Неманзаде, Омар Фаик, журналист
- Эмин Нури, футболист
- Пепинов, Ахмед-бек Омар оглы, политик
- Пирим, Мехмет Акиф, борец